# 6913 Yukawa
6913 Yukawa eller 1991 UT3 är en asteroid i huvudbältet som upptäcktes den 31 oktober 1991 av de båda japanska astronomerna Kazuro Watanabe och Kin Endate vid Kitami-observatoriet. Den är uppkallad efter den japanske nobelpristagaren Hideki Yukawa.
Asteroiden har en diameter på ungefär 3 kilometer.